# KOLK 17 Figurentheater & Museum
KOLK 17 ist ein Figurentheater & Museum in Lübeck im Südosten Schleswig-Holsteins. Es vereint eine über 20.000 Exponate umfassende Figurentheater-Sammlung und ein Figurentheater mit dauerhaftem Spielbetrieb.

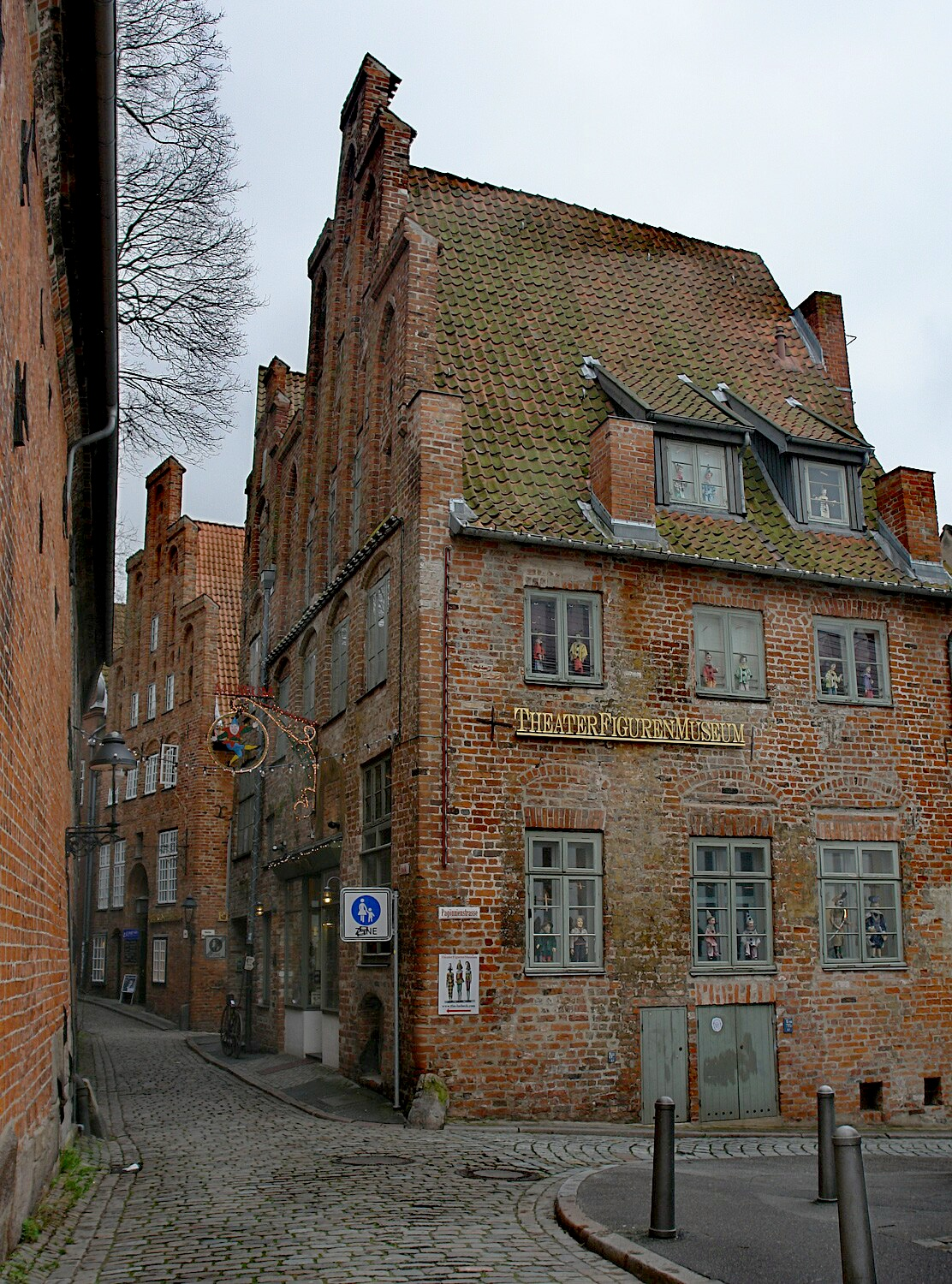
TheaterFigurenMuseum

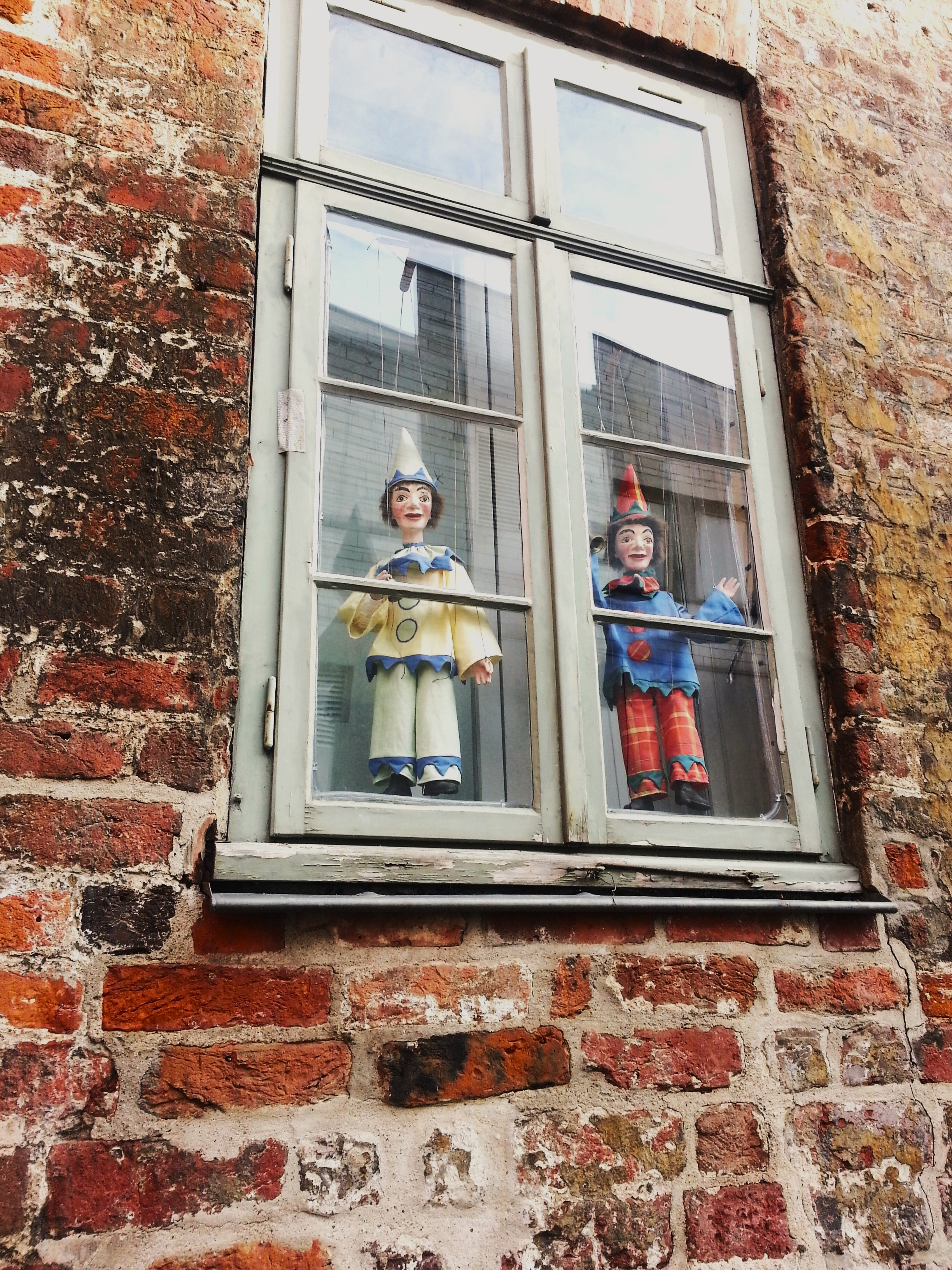
TheaterFigurenMuseum, Außenfenster 2013

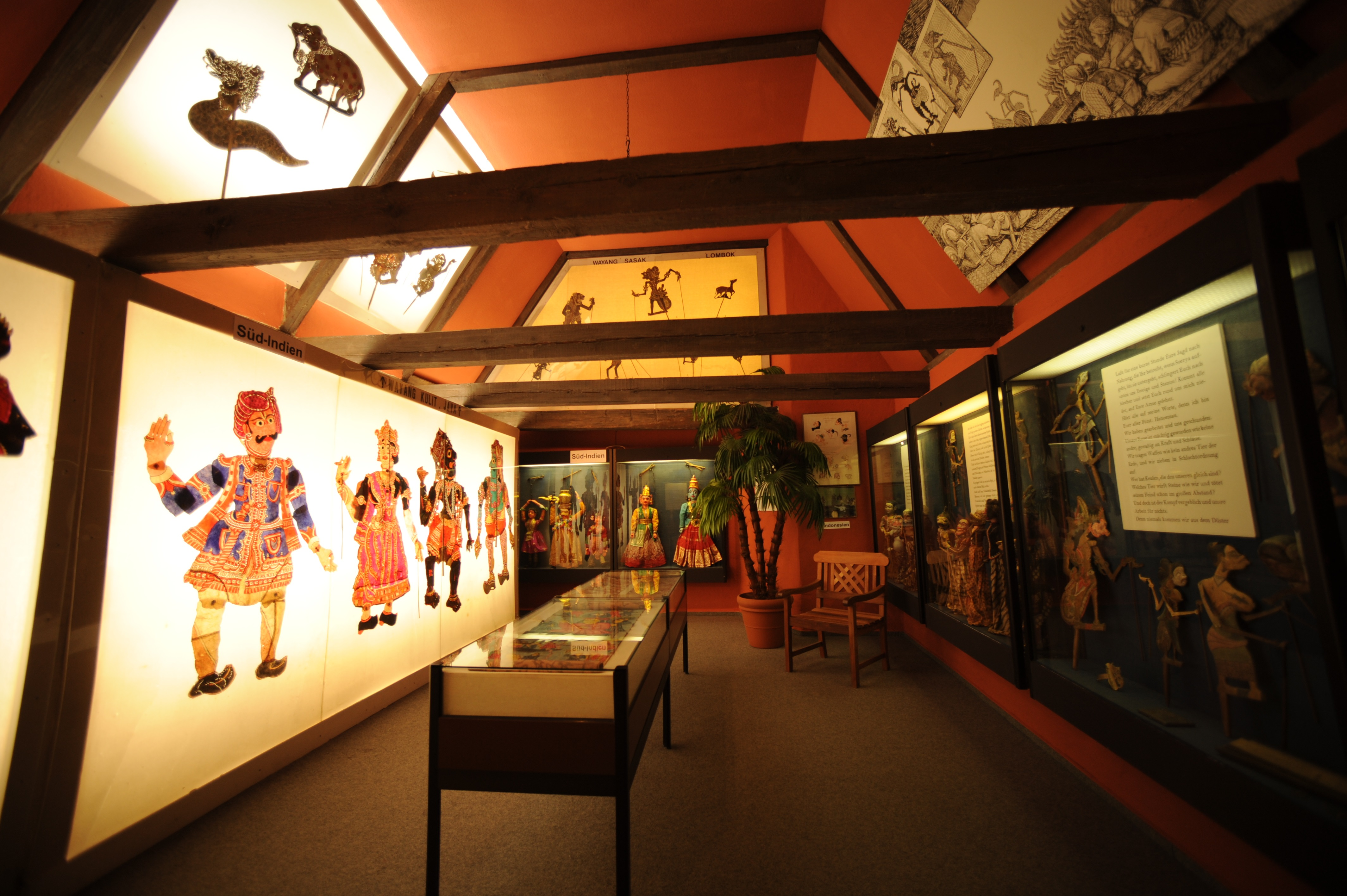
Ausstellungsraum Theaterfigurenmuseum Lübeck

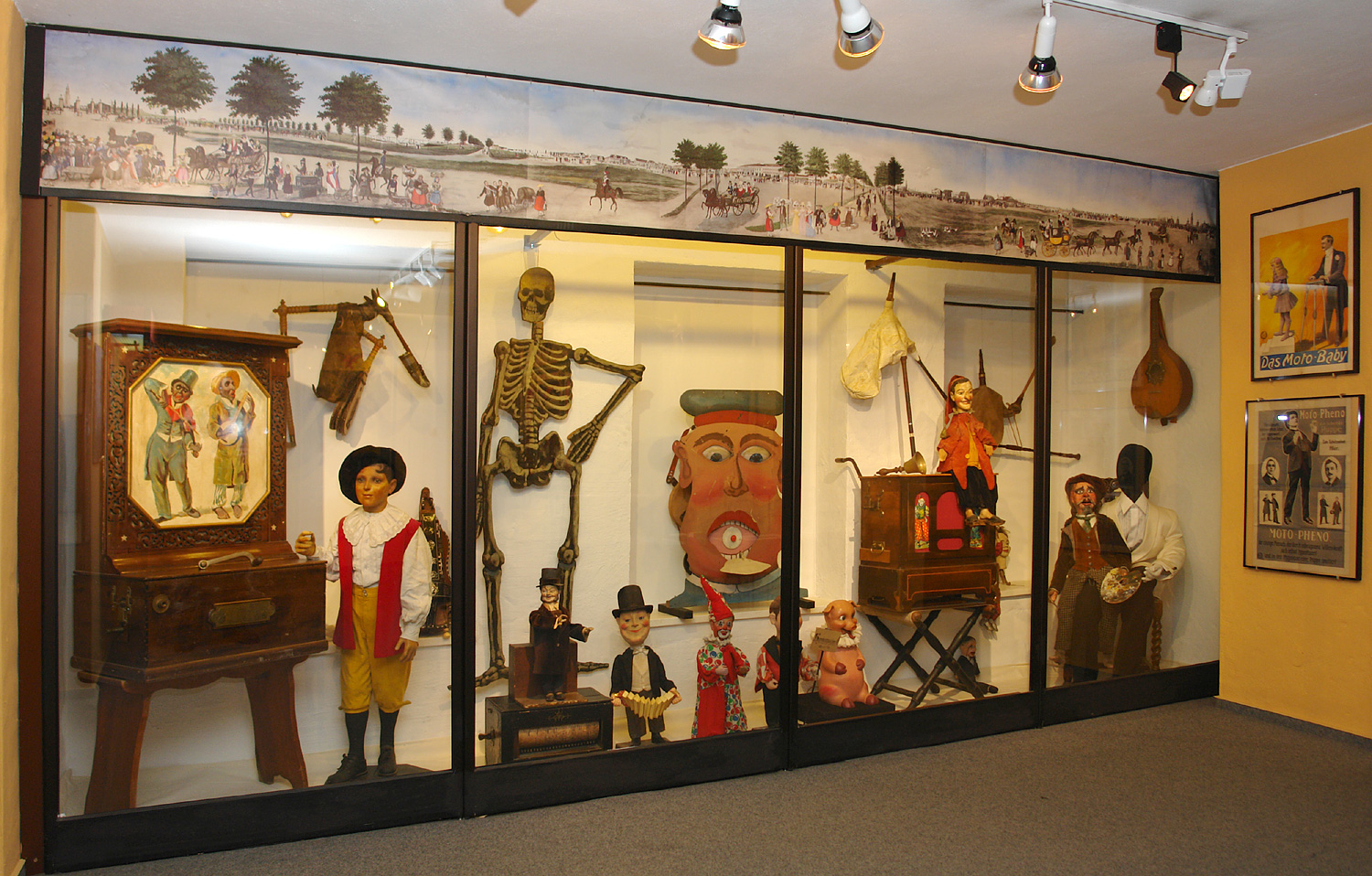
Mechanische Figuren

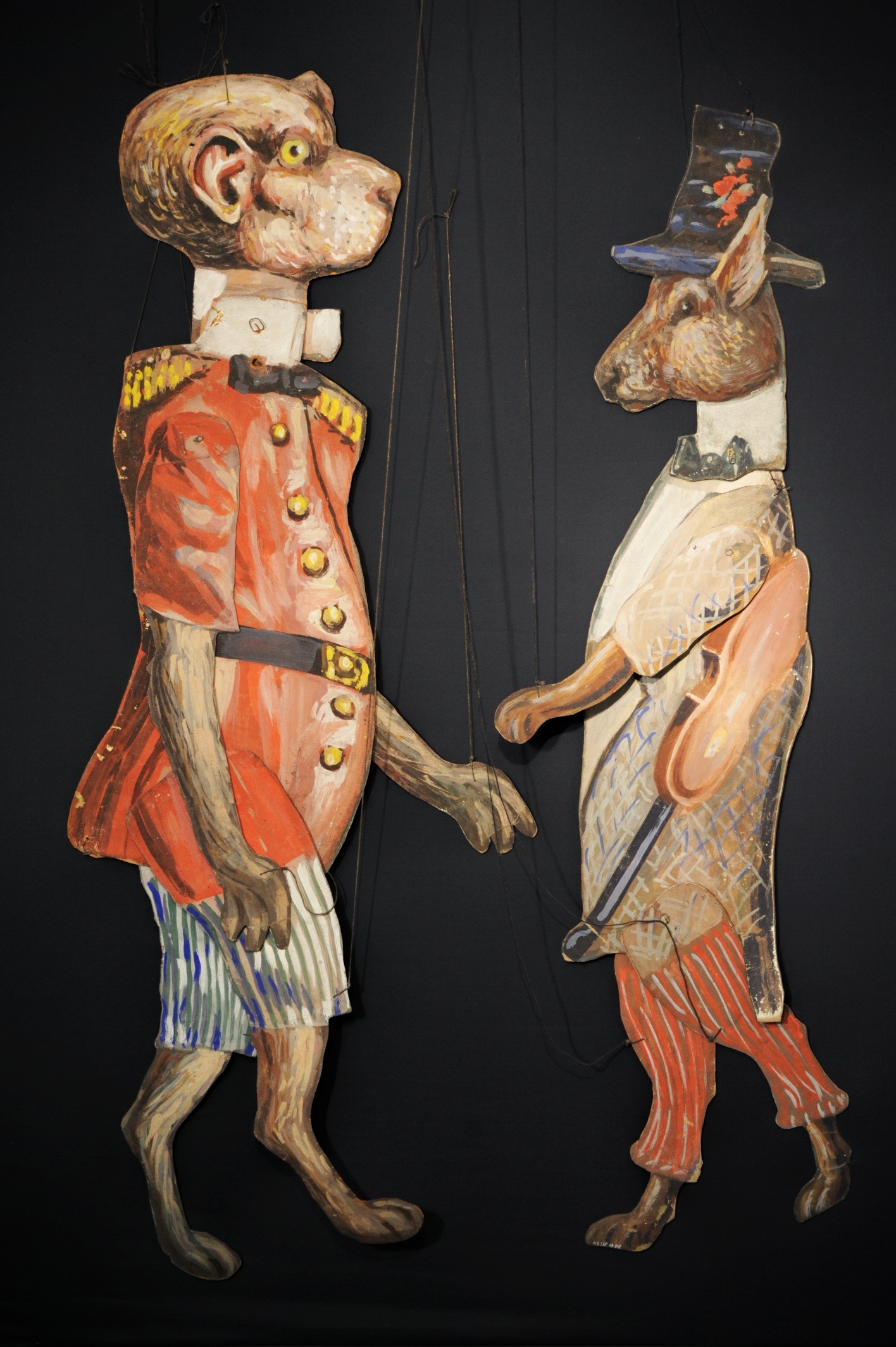
Tierballett, Flachfiguren, um 1900, Deutschland

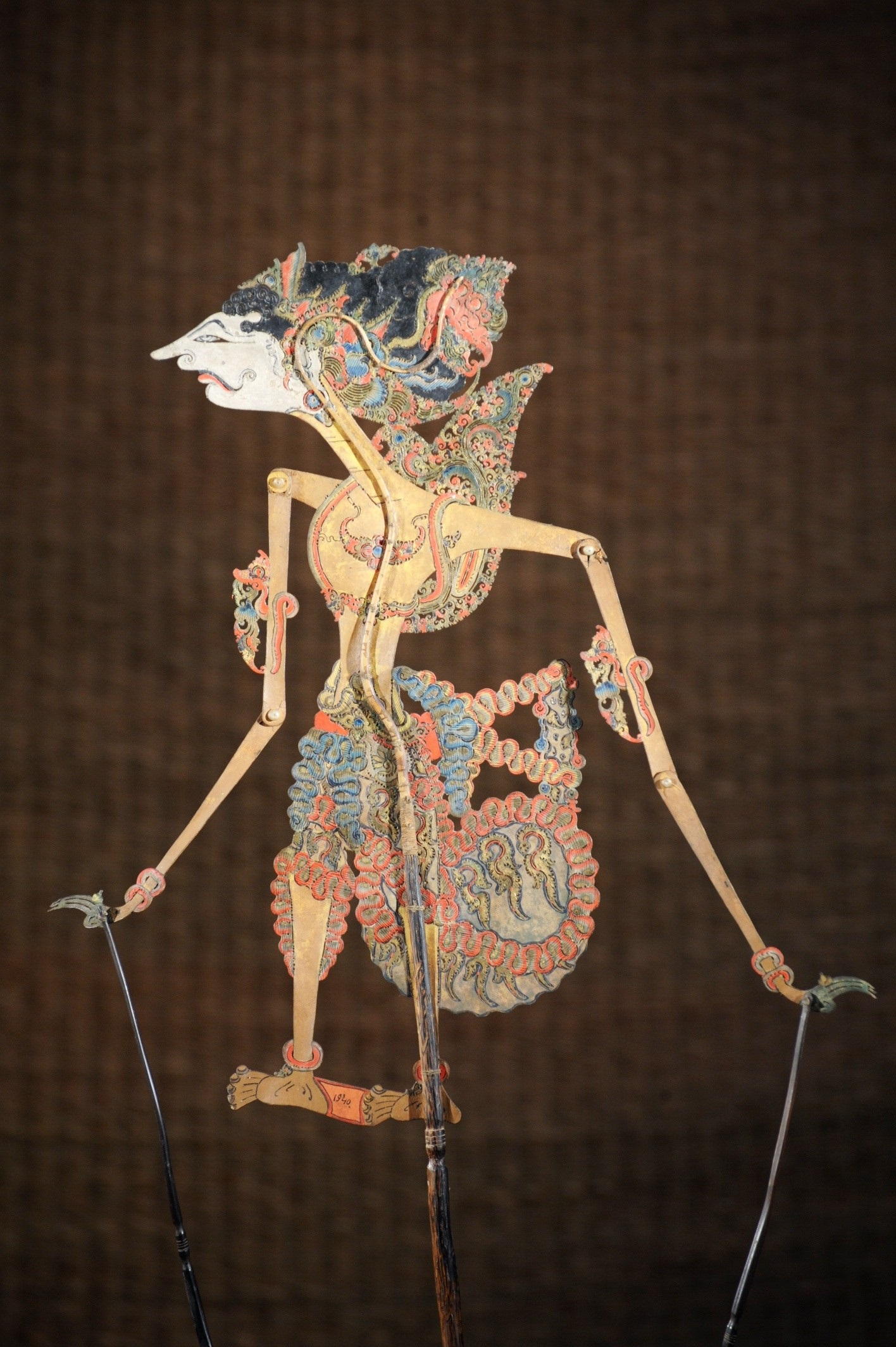
Schattenfigur des Wayang-Kulit Schattentheaters

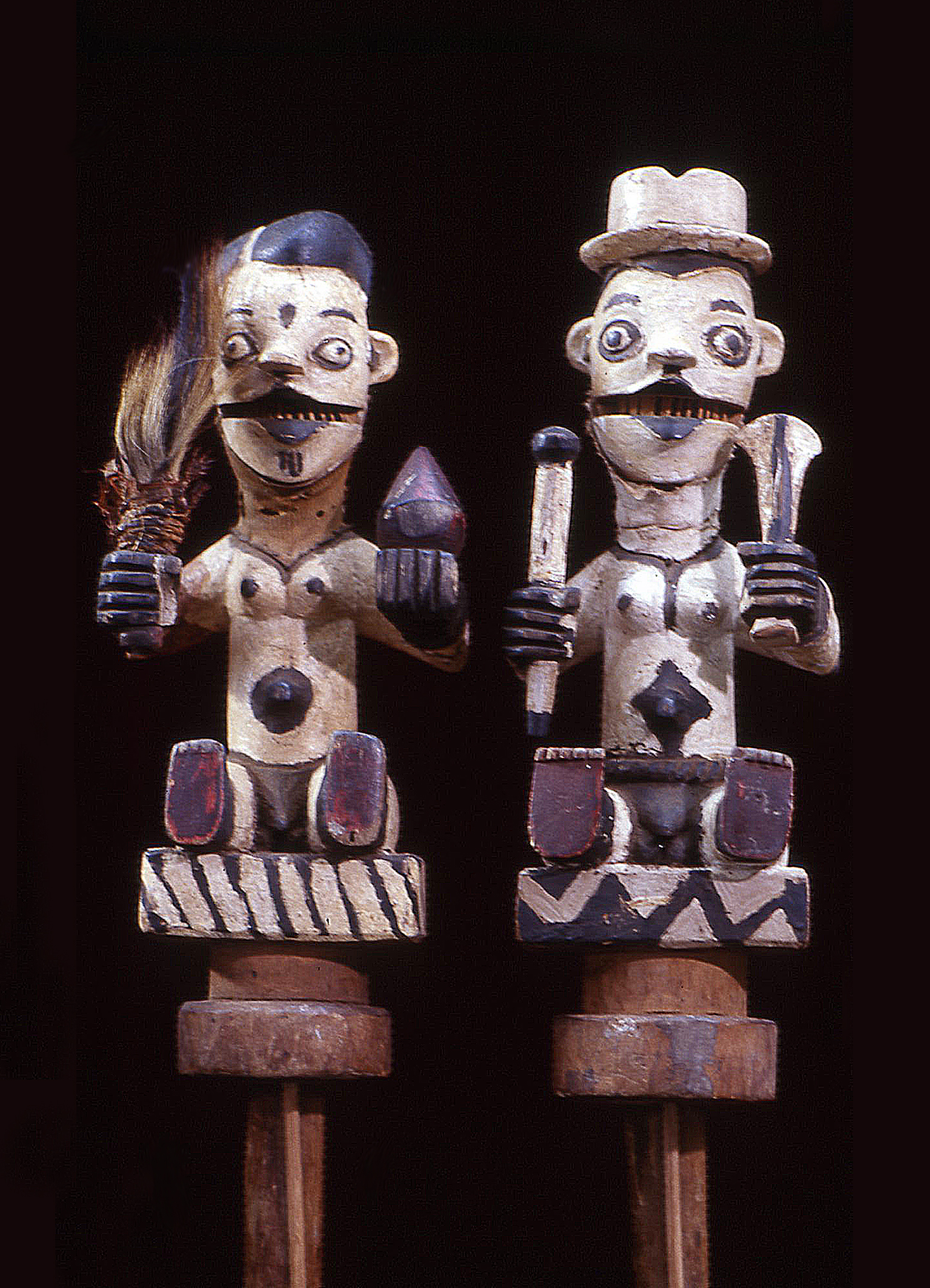
Ogoni, Nigeria, Afrika, männliche Figuren aus Holz

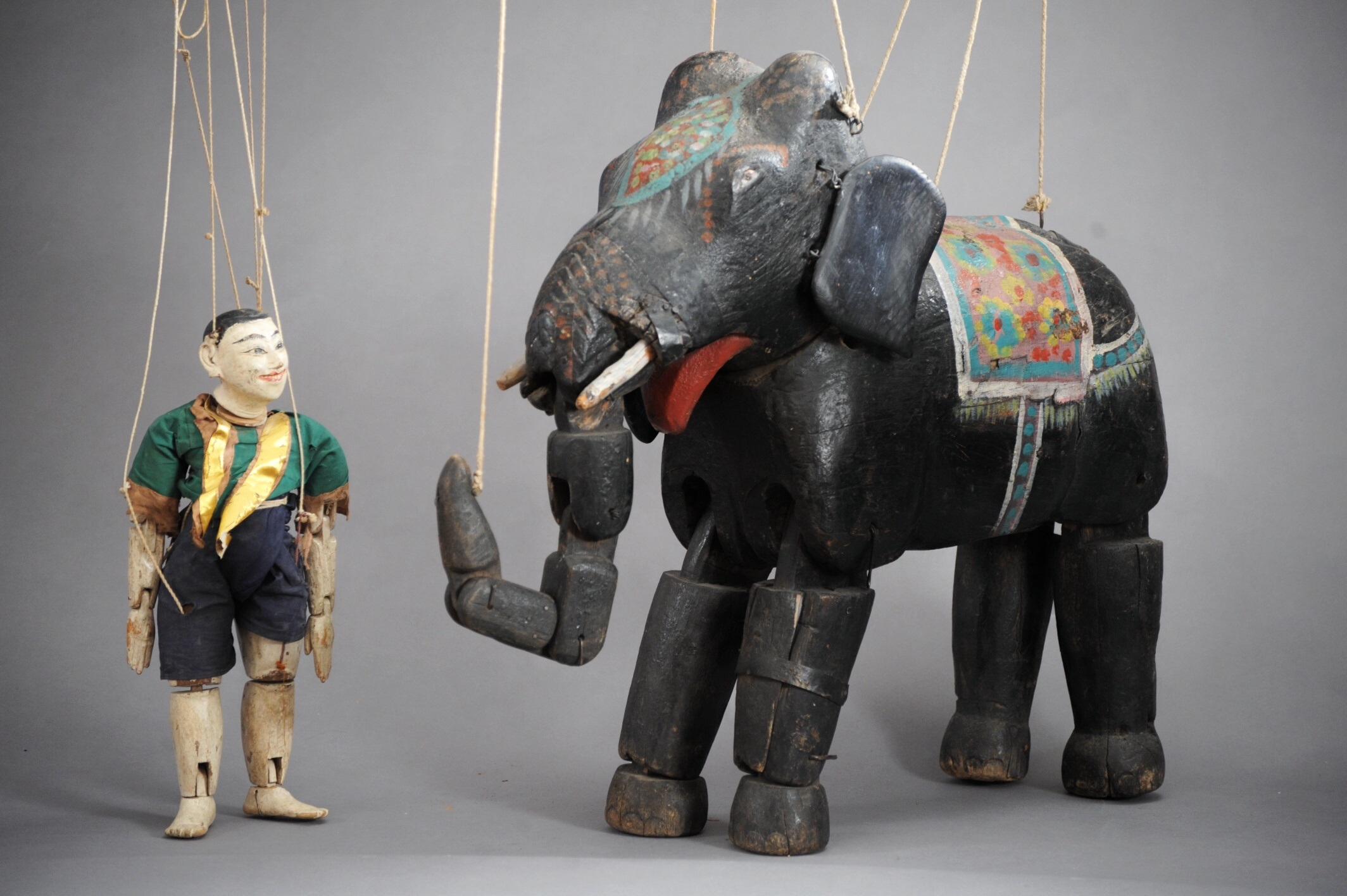
Elefant und junger Mann, Yoke-thé-Marionetten vom Ende des 19. Jahrhunderts aus Myanmar

## Museum
Das Theaterfigurenmuseum Lübeck, Eigenschreibweise TheaterFigurenMuseum, ist ein Museum für die Geschichte und Gegenwart des Puppentheaters in Europa, Afrika und Asien. Im Museum sind Bühnen und Drehorgeln, Schattenspiele, Schlenkermarionetten und allerlei Kuriositäten ausgestellt. Das Museum befindet sich in fünf historischen Kaufmannshäusern der Backsteingotik in der kleinen Straße Kolk in der Altstadt von Lübeck, unweit der St.-Petri-Kirche.
Thematisch verwandt mit den renommierten Spezialsammlungen des Münchner Stadtmuseums und der Puppentheatersammlung der Staatlichen Kunstsammlungen Dresden, ist es ein Beitrag zur Lübecker Museumslandschaft, der von der Hansestadt Lübeck, der Kulturstiftung des Landes Schleswig-Holstein und als Träger durch die Possehl-Stiftung als Gesellschafterin gefördert wird. Von 2012 bis 2014 leitete Martina Wagner das Museum, von Dezember 2014 an fungierte die Kunsthistorikerin Felicia Sternfeld als Direktorin. Seit dem 15. November 2015 hat die gebürtige Lübeckerin Antonia Napp die Geschäftsführung inne. 2001 haben sich Figurentheater und Museum als KOLK 17 Figurentheater & Museum zusammengeschlossen.

### Geschichte
Das Museum entstand aus der jahrzehntelangen Sammelleidenschaft von Fritz Fey jun., der aus einer Puppenspielerfamilie stammt und auf seinen Dienstreisen als Kameramann für den Norddeutschen Rundfunk seinem Hobby nachging: Er sammelte Theaterfiguren, begeistert von der Vielfalt ihrer Ausdrucksmöglichkeiten in den verschiedenen Theatertraditionen des internationalen Puppentheaters. Seine Leidenschaft führte dazu, dass die Sammlung mit der Zeit auf eine Größe von 25.000 Exponaten wuchs, darunter  Marionetten, Stockpuppen, Postkarten, Bühnenbilder, Schattenspielfiguren, Spieldosen, Drehorgeln, sogar ganze Theaterbühnen und Schaustellerwagen.
1982 bekam Fritz Fey jun. die Möglichkeit, zunächst einen kleinen Teil seiner Sammlung auszustellen. Die Stadt Lübeck und eine Reihe von Förderern (wie die Possehl-Stiftung) ermöglichten die Gründung eines Museums im Kolk in der Altstadt, neben dem Marionettentheater seines Vaters Fritz Fey sen. Das Theaterfigurenmuseum erstreckte sich über fünf Altstadthäuser unweit des Holstentors und stand bald als Attraktion in jedem Lübecker Reiseführer. Wichtigste Mitgründerin und Mitarbeiterin war seine Frau, die ehemalige klassische indische Tänzerin, Saraswathi.
Steigende Mieten und schwindende Besucherzahlen machten es im Jahr 2006 erforderlich, das Museum in eine GmbH umzuwandeln. Es wird heute von der Possehl-Stiftung fortgeführt. Fritz und Saraswathi Fey haben sich in Papenhusen offiziell zur Ruhe gesetzt.

### Sammlung
Das Museum zeigt etwa eintausend Exponate aus drei Jahrhunderten, sie stammen aus Europa, Afrika und Asien. Das Museum stellt folgende Figurengruppen aus: Handpuppen (z. B. Hohnsteiner Kasper, Punch and Judy), Marionetten und Schlenkermarionetten (z. B. Opera dei Pupi), Stab- (z. B. Hänneschen und Bärbel, Toone) und Fingerpuppen, Marotten, Schattenspielfiguren, Gliederpuppen, Bauchrednerpuppen und mechanische Figuren aller Art.
Zu den herausragenden Exponaten im Museum zählen die phantasievollen Schattenspielfiguren Indonesiens (Wayang), die „Hundeclowns“, die zusammen mit einem echten Hund auftraten, die Metamorphosen, technisch raffinierte Verwandlungspuppen, und der Kopf einer japanischen Bunrakufigur.
Abstrakte Figuren des Kasseler Kunstprofessors Harry Kramer vertreten die Avantgarde in der Sammlung des Museums; sie gehören zu seinem ersten von zwei Programmen 13 Szenen (erstaufgeführt 1955 in der Galerie Springer, Berlin). Sein Mechanisches Theater bestand aus skurril-abstrakten Skulpturen, hergestellt aus Papiermaché, Holz und Draht, die von zwei Spielern in collageartig angeordneten Szenerien zur Musik auf einer kleinen schwarzen Bühne in Bewegung versetzt werden. Das Figurentheater Kramers zeigte keine Handlungsabläufe, so wie das klassische Marionettenspiel, sondern zu Musikstücken, Jazz und Musique concrète, angelegte Bewegungsabläufe.
Das Museum präsentiert neben Theaterfiguren auch Plakate, Requisiten, Kulissen, Kostüme, Musikinstrumente und ganze Theater. Es ist im Besitz mehrerer Nachlässe, u. a. der Puppenspielerdynastie Schichtl.
Das Museum hat eine Fachbibliothek. Der Katalog umfasst über 3000 Schriften und ist auf der Webseite des Gemeinsamen Bibliotheksverbund (GBV) recherchierbar. Mit einem Museumsquiz können Besucher die Thematik vertiefen. Das Museum verfügt außerdem über einen Shop und ein Café.
Von September 2010 bis Ende 2011 wurden im Rahmen des Projektes Digital-fotografische Erfassung des Bestandes des TheaterFigurenMuseum Lübeck, das von der Possehl-Stiftung Lübeck gefördert wird, die rund 35.000 Stücke in Ausstellung und Fundus des Museums in großen Teilen fotografiert und die über Fritz Fey verfügbaren Sammlungsangaben digital erfasst. Bilder und Angaben sind für die Öffentlichkeit im Internet frei zugänglich. Ziel ist neben der digitalen Archivierung auch, Sammlern und Wissenschaftlern sowie privaten Fachkundigen und Interessierten auf einer separaten Internet-Arbeitsplattform die Möglichkeit zu geben, an der Korrektur, Ergänzung, Diskussion und Verbesserung der Sammlungsangaben teilzunehmen.

### Internationale Bedeutung
Das Museum bewahrt in seiner Sammlung Ausstellungsstücke, die das Immaterielles Kulturerbe der Menschheit repräsentieren. Das Figurentheater erfährt zunehmenden Schutz durch die UNESCO, die bereits das Sizilianische Marionettentheater „Opera dei Pupi“ (2001), das indonesische Wayang Kulit (2003), das japanische Ningyō Jōruri Bunraku (2003) und das kambodschanische Schattentheater Sbek thom der Khmer (2005) zu Meisterwerken des mündlichen und immateriellen Erbes der Menschheit erklärt hat. Auch die Volksrepublik China hat sowohl das Schattenspiel als auch das Marionettentheater 2006 zum Immateriellen Kulturerbe der Volksrepublik China erklärt und das UNESCO-Übereinkommen zur Erhaltung des immateriellen Kulturerbes 2004 ratifiziert.

## Figurentheater
In Kooperation mit dem Kobalt Figurentheater Lübeck ist KOLK 17 Figurentheater & Museum ein Figurentheater mit sowohl festem Spielbetrieb als auch vielfältigen Gastspielen. Ein moderner Theaterraum mit multifunktionaler Bühne bietet rund 120 Gästen Platz und ermöglicht Figurentheater in großer Bandbreite.

### Geschichte
Das Figurentheater im Kolk blickt auf eine lange Geschichte zurück. Fritz Fey sen. hatte 1977 ein Marionettentheater in dem alten Lübecker Kaufmannshaus im Kolk 20-22 eröffnet. Nach seinem Tod 1986 führte seine Frau Ingeborg das Theater bis 2007 weiter, ehe sie sich im Alter von 82 Jahren zur Ruhe setzte. Seitdem ist das Kobalt Figurentheater Lübeck dort beheimatet. Durch die aufwendigen Sanierungsarbeiten am Gebäude musste das Kobalt Figurentheater Lübeck seit 2017 seinen Spielort innerhalb Lübecks mehrmals wechseln. 2021 haben sich Figurentheater und Museum als KOLK 17 Figurentheater & Museum zusammengeschlossen. Bis zur Eröffnung findet der feste Spielbetrieb im Europäischen Hansemuseum statt.

## Eine neue Kulturinstitution entsteht
Anfang 2021 gründete das Theaterfigurenmuseum mit dem benachbarten Figurentheater Kobalt Figurentheater Lübeck die Institution Kolk 17 Figurentheater & Museum, die die Zusammenarbeit beider Institutionen verfestigt. Der Museums- und Theaterkomplex wird von den Häusern Kolk 14–Kolk 20-22, Pagönnienstraße 1 sowie den Gebäuden Kleine Petersgrube 5 und 6 gebildet.

## Sanierung
2017 hat die Possehl-Stiftung beschlossen, das Gebäudeensemble im Kolk zu sanieren. Ein Preisgericht hat den ersten Preis einstimmig an das Büro "Konermann + Siegmund Architekten" vergeben. Der Entwurf verfolgt unter Berücksichtigung denkmalpflegerischer Auflagen eine radikale Lösung: Der Gebäudekomplex Kolk 20/22 wird zum Museum, Kolk 14–18 mit einem neuen Eckgebäude zum Theater. Beide Einrichtungen wachsen nun zusammen und entwickeln eine gemeinsame Adresse für Geschichte und Gegenwart des Figurentheaters.
Am 31. Dezember 2017 haben die Sanierungsarbeiten begonnen. Die Eröffnung von KOLK 17 Figurentheater & Museum fand am 21. März 2025 statt.

## Inszenierungen
Die künstlerisch und spielerisch anspruchsvollen Inszenierungen entstehen in eigener Werkstatt in enger Zusammenarbeit mit freien Mitarbeitern – Autoren, Musikern und Figurenbildnern. Von der Fingerpuppe über die Handpuppe, Stock-, Klappmaul-, Stab-figur, über die bewegte Skulptur und die Marionette bis zur Maske reicht die Ausdrucksfähigkeit der vielfältigen und oft preisgekrönten Inszenierungen.
- Der Schimmelreiter. (2011)
- Hänsel und Gretel. (2011)
- Im Weißen Rössl.
- Der kleine Drache und das Küken. (2012)
- Die Kogge der Gestrandeten. (2013)
- Schneewittchen. (2013)
- Pirat Eberhard auf Kaperfahrt. (2014)
- Emil Elch sucht einen Freund. (2015)

## Sonderausstellungen

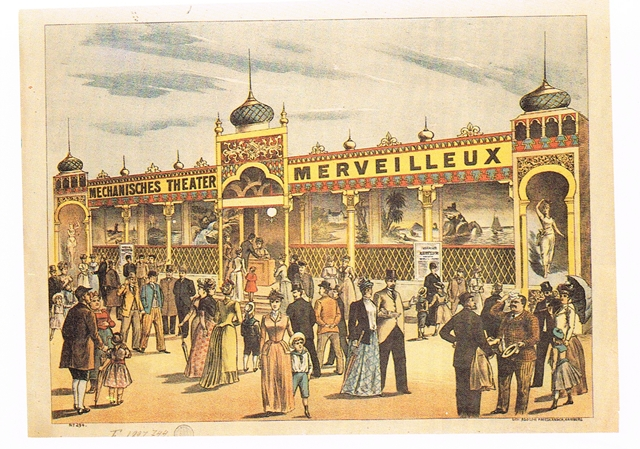
Friedländer-Plakat

- Im Sommer 2010 wurden in der benachbarten Petrikirche großformatige Schattenspielfiguren aus Südindien unter backsteingotischen Kirchengewölben schwebend gezeigt.
- 5. Februar bis 7. Juli 2012: Fundsache Kramer. Entdeckt +++ Erkundet +++ Entwickelt Harry Kramer
- 13. Juli bis 21. Oktober 2012: Im Reich der Schatten. Chinesisches Schattentheater trifft Peking-Oper
- 15. Februar bis 12. Mai 2013: Knete, Draht und Kamera. Animations und Puppentrickfilm
- 28. Juni bis 30. September 2013: Stars an Fäden zu Gast in Lübeck. Die Augsburger Puppenkiste
- 17. November 2013 bis 16. Februar 2014: Schweben. Leben. Träumen. Eine Mitmachausstellung rund um die Welt der Mumins
- 6. April bis 9. Juni 2014: Adolph Friedländer – Lithographien & Plakate
- seit 6. Juli 2014: Feinstes und Vornehmstes Familientheater: Xaver Schichtls Marionetten-Varieté
- 15. März bis 30. September 2015: Sapperlot! Der Räuber Hotzenplotz auf Achse. Eine Ausstellung mit Theaterfiguren nach Otfried Preußler – Sonderausstellung mit einem Besucherrekord von fast 12.000 Besucherinnen und Besuchern[10]
- 13. November 2015 bis 7. Februar 2016: Christophe Loiseau. Manipulierte Porträts | Portraits Manipulés. eine Fotoausstellung[11]
- Seit August 2021 ist die Ausstellung "Who's Talking" (in mehreren Sprachen) virtuell besuchbar.[12]

## Abbildungen
1. ↑  Harry Kramer: Mechanisches Theater (Memento vom 8. Dezember 2015 im Internet Archive), Ausstellung Museum Bellerive Zürich 1980/81 (Figuren 1 bis 4 von links)

Koordinaten: 53° 51′ 56,8″ N, 10° 40′ 56,1″ O